# Brachyorrhos
Brachyorrhos är ett släkte ormar i familjen Homalopsidae med fyra arter. De förekommer på indonesiska öar.
Arter enligt The Reptile Database:
- Brachyorrhos albus
- Brachyorrhos gastrotaenius
- Brachyorrhos raffrayi
- Brachyorrhos wallacei

I magsäcken av Brachyorrhos albus hittades rester av daggmaskar. Ormen har antagligen inga vattenlevande djur som byten. Annars är inget känt om levnadssättet.